# De Ploeg: Geïllustreerd Maandblad van de Wereld-Bibliotheek
De Ploeg: Geïllustreerd Maandblad van de Wereld-Bibliotheek was een Nederlands literair tijdschrift, dat maandelijks verscheen tussen 1908 en 1930. De titelpagina gaf ook wel de ondertitel Geïllustreerd Maandblad der Wereld-Bibliotheek of kortweg Geïllustreerd Maandblad.
De Ploeg werd uitgegeven door de Maatschappij voor Goede en Goedkope Literatuur, die later De Wereldbibliotheek is gaan heten. Het tijdschrift stond onder redactie van Leo Simons, die in 1905 de Maatschappij voor Goede en Goedkope Literatuur had opgericht. Redactiesecretaris was Louis Landry. Onder de vaste medewerkers waren Frans Coenen voor literatuur, Israël Querido voor muziek, Willem Steenhoff voor beeldende kunst en Rommert Casimir voor geestelijke stromingen. Het tijdschrift bevatte verder bijdragen over uitgaven van de Maatschappij die werden geschreven door auteurs die aangesloten waren bij de uitgever, onder wie Nienke van Hichtum, Nico van Suchtelen, August Vermeylen, Augusta de Wit, Karel van de Woestijne en Dirk Coster. Voor de eerste jaargang van De Ploeg schreef Nienke van Hichtum bijvoorbeeld een artikel over de bestrijding van 'prikkellectuur' en bet belang van zogenoemde 'hoogstaande' literatuur. Het blad publiceerde daarnaast regelmatig overzichten en recensies van vertalingen van buitenlandse literatuur. De eerste jaargang van De Ploeg bevatte onder meer artikelen over Alphons Daudet, John Ruskin en Lev Tolstoj. 
De Ploeg was een voortzetting van het Correspondentieblad van de Wereld-Bibliotheek (1906-1908). Tussen 1945 en 1976 werd het blad uitgegeven onder de naam De nieuwe ploeg: Boekennieuws van de Wereld-Bibliotheek.